# 緑泉寺 (台東区)
緑泉寺（りょくせんじ）は、東京都台東区にある真宗大谷派系の単立寺院（浄土真宗東本願寺派）。

## 歴史
1615年（元和元年）、覚春法師によって開山された。覚春法師は越前国（現・福井県）出身で、大坂の陣終結後に本郷湯島（現・文京区湯島）で寺を創建した。1657年（明暦3年）の明暦の大火の後に現在地に移転した。
1923年（大正12年）の関東大震災後に、墓地を東京府北多摩郡保谷村（現・東京都西東京市）に移転しているが、当地に墓地は現存している。
2015年に開山400年を迎えた。
当寺では、ダーク・ダイニングを和食に応用した「暗闇ごはん」というイベントを行っている。

## 交通アクセス
- 銀座線田原町駅より徒歩約2分（経路案内）。
- つくばエクスプレス浅草駅より徒歩約3分（経路案内）。